# Arabo Ansu Kanyi
Arabo Ansu Kanyi ist ein gambischer Politiker.

## Leben
| Parlamentswahl | Stimmen | Stimmanteil |
| -------------- | ------- | ----------- |
| 1997           | 5.362   | 53,83 %     |

Kanyi trat bei der Wahl zum Parlament 1997 als Kandidat der Alliance for Patriotic Reorientation and Construction (APRC) im Wahlkreis Illiasa in der Kerewan Administrative Area an. Mit 53,83 % konnte er den Wahlkreis vor Sainey Kebba Jadama von der United Democratic Party (UDP) für sich gewinnen. Bei der Wahl zum Parlament 2002 trat Kanyi als Kandidat nicht erneut an.